# Louis Dollo
Louis Antoine Marie Joseph Dollo (Lille, 7 de dezembro de 1857 – Bruxelas, 19 de abril de 1931) foi um paleontologista belga nascido na França, conhecido por seu trabalho sobre dinossauros. Propôs que a evolução é irreversível, conhecida como lei de Dollo. Juntamento com o austríaco Othenio Abel, estabeleceu o princípio da paleobiologia.

## Vida
Louis Dollo nasceu em Lille, Nord-Pas-de-Calais, descendente de uma antiga família bretã. Estudou na École Centrale de Lille, com o geólogo Jules Gosselet e o zoólogo Alfred Mathieu Giard. Graduado em engenharia em 1877, trabalhando em seguida na indústria mineira durante cinco anos, desenvolvendo simultaneamente uma paixão por paleontologia. Em 1879 foi para Bruxelas.

## Iguanodons

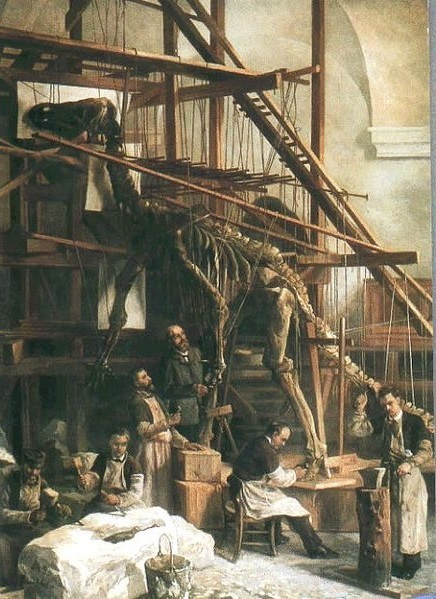
Louis Dollo supervisionando a montagem de um esqueleto de iguanodon, entre 1882 e 1885.

## Obras

### Classificação animal
- Hypsilophodontidae, 1882,
- Boulengerina, 1886,
- Cryptodira Eurysternidae, 1886,
- Iguanodontia-Iguanodon bernissartensis, 1888,
- Iguanodontia-Iguanodon mantelli, 1888,
- Prognathodon, 1889,
- Bathydraconidae Gerlachea australis, 1900,
- Bathydraconidae Racovitzia glacialis, 1900,
- Bathydraconidae scotiae, 1906,
- Macrourinae Cynomacrurus, 1909,
- Elapidae,
- Dyrosauridae.

### Biografias de Dollo
- Othenio Abel, “Louis Dollo. 7 Dezember 1857–19 April 1931. Ein Rückblick und Abschied”, in: Palaeobiologica, 4. 321–344 (1931).
- Victor Émile van Straelen, Louis Dollo : Notice biographique avec liste bibliographique. Bruxelles (1933).
- N.N. Yakovlev, “Memoirs about Louis Dollo,” Ezhegodn. Vsesoyuzn. Paleontol. O-va 10, 4–9 (1935).
- P. Brien, “Notice sur Louis Dollo,” Ann. Acad. R. Belg. Not. Biograph. 1, 69–138 (1951).
- L. Sh. Davitashvili, “Louis Dollo,” in Questions of the History of Sciences and Engineering, Vol. 3. pp. 103–108 (Moscou, 1957) [em russo].
- N.N. Yakovlev, Memoirs of a Geologist Paleontologist (Nauka, Moscou, 1965) [em russo].
- L.K. Gabunia, “Dollo Louis Antone Marie Joseph,” in Dictionary of Scientific Biography (Nova Iorque), Vol. 4, pp. 147–148 (1971)
- L.K. Gabunia, Louis Dollo (1857–1931) (Nauka, Moscou, 1974) [em russo].
- Yu. Ya. Soloviev, Louis Dollo, Paleontologicheskii Zhurnal, 2008, No. 6, pp. 103–107 [em russo].
- Yu. Ya. Soloviev, 150th Anniversary of the birth of Louis Dollo (1857–1931), Paleontological Journal Volume 42, Número 6, pp 681-684, Outubro de 2008.